# Bettina Stucky
Bettina Stucky (* 18. April 1969 in Bern) ist eine Schweizer Schauspielerin.

## Leben
Bettina Stucky ist Tochter des Klassischen Archäologen Rolf A. Stucky. Sie absolvierte eine Schauspielausbildung an der Hochschule der Künste Bern. Es folgten Engagements an der Volksbühne Berlin, in Kassel, Jena, Wuppertal, am Theater Basel und am Schauspielhaus Zürich. Seit der Spielzeit 2013/14 gehört sie zum Ensemble des Deutschen Schauspielhauses in Hamburg. In dem Film Robert Zimmermann wundert sich über die Liebe (2008) war sie in einer Nebenrolle zu sehen.

## Filmografie (Auswahl)
- 2003: Meier Marylin, Schweizer Filmpreis als beste Darstellerin[3]
- 2006: Nachbeben
- 2007: Tod in der Lochmatt
- 2008: Robert Zimmermann wundert sich über die Liebe
- 2010: Stationspiraten
- 2010: Der letzte Weynfeldt
- 2011: SOKO Stuttgart (Fernsehserie, Staffel 2, Folge 19)
- 2011: Der Tatortreiniger (Fernsehserie, zwei Folgen)
- 2013: Das kleine Gespenst
- 2013: Sitting Next To Zoe
- 2013: Traumland
- 2014: Über-Ich und Du (Regie: Benjamin Heisenberg)[4]
- 2015: Besser als Du
- 2016: Tatort: Kartenhaus
- 2016: Hotel Heidelberg: Tag für Tag
- 2017: Es war einmal in Deutschland …
- 2017: Die göttliche Ordnung
- 2017: Neben der Spur – Dein Wille geschehe
- 2018: Der Bestatter (Fernsehserie)
- 2018: Polizeiruf 110: Starke Schultern
- 2018: Unterwerfung
- 2018: Glaubenberg
- 2018: Polizeiruf 110: Crash
- 2018: Hotel Heidelberg: Kinder, Kinder!
- 2018: Hotel Heidelberg: … Vater sein dagegen sehr
- 2019: Hotel Heidelberg: … Wer sich ewig bindet
- 2019: Hotel Heidelberg: Wir sind die Neuen
- 2019: Danowski – Blutapfel
- 2021: Sörensen hat Angst
- 2021: Unter anderen Umständen: Für immer und ewig
- 2021: Goldjungs
- 2021: Die Welt steht still
- 2022: Nord bei Nordwest – Der Ring
- 2023: Helen Dorn: Der kleine Bruder
- 2024: Herrhausen – Der Herr des Geldes
- 2024: Bagger Drama
- 2025: Maloney: Ein Anwalt kommt selten allein (Fernsehserie)
- 2025: Sie glauben an Engel, Herr Drowak?

## Hörspiele
- 2004: Lukas Bärfuss: Jemand schreit in unseren Rosen – Regie: Erik Altorfer (Hörspiel – SRF2 Basel)
- 2006: Händl Klaus: Dunkel lockende Welt – Regie: Erik Altorfer (Hörspiel – SRF2 Basel)
- 2012: Gerhard Meister: In meinem Hals steckt eine Weltkugel – Regie: Erik Altorfer (Hörspiel – SRF2 Zürich)
- 2013: Urs Widmer: Vom Fenster meines Hauses aus – Regie: Stephan Heilmann (Hörspiel – SRF)
- 2013: E. M. Cioran: Vom Nachteil, geboren zu sein – Regie: Kai Grehn (Hörspiel – SWR)
- 2014: Joachim Ringelnatz: Als Mariner im Krieg – Regie: Harald Krewer (Hörspiel – NDR/DKultur)
- 2016: Heinz Strunk: Der goldene Handschuh – Regie: Martin Zylka (Hörspiel – NDR)
- 2020: Georges Simenon: Schlusslichter – Regie: Eva Solloch (Hörspiel – NDR)
- 2023: Dirk Schmidt: ARD Radio Tatort – Gute Dinge haben viele Besitzer – Regie: Claudia Johanna Leist (Hörspiel – WDR)
- 2023: Anne-M. Keßel: Boudicca. Die Keltenkriegerin – Regie: Martin Zylka (8-teiliger Hörspiel-Podcast – WDR)[5]

## Preise und Auszeichnungen
- 2000: O.E. Hasse-Preis
- 2002: Alfred-Kerr-Darstellerpreis – für die Rolle der Natalja in Drei Schwestern (Anton Tschechow, Schauspielhaus Zürich, Regie: Stefan Pucher) und die Rolle im Ensemble von Die schöne Müllerin (Wilhelm Müller/Franz Schubert, Schauspielhaus Zürich, Regie: Christoph Marthaler)
- 2004: Schweizer Filmpreis – für ihre Rolle in dem Film Meier Marilyn
- 2014: Rolf-Mares-Preis für ihre Rolle als senegalesische Frau in Nach Europa am Schauspielhaus Hamburg
- 2019: Schweizer Theaterpreis
- 2025: Preis für die beste darstellerische Leistung am Filmkunstfest Mecklenburg-Vorpommern – für ihre Rolle in dem Film Bagger Drama